# Афоніна Галина Борисівна
Гали́на Бори́сівна Афо́ніна (нар. 15 грудня 1945, Орськ Оренбурзька область, РРФСР) — українська імунологиня, доктор медичних наук, професор.

## Життєпис
Після закінчення у 1970 році Горьківського медичного інституту до 1975 працювала лікарем-хірургом у польському місті Легниця. у 1976 році перевелася до Київського НДІ інфекційних хвороб. Від 1978 року працює в Національному медичному університеті, спочатку на посаді старшого наукового співробітника, у 1993–97 — головного наукового співробітника, у 1995–96 — доцента кафедри клінічної імунології та алергології, від 1998 — завідувачка лабораторії клінічної імунології науково-дослідного лабораторного центру. 

## Наукова діяльність
Основним напрямом наукової діяльності є дослідження впливу вільних радикалів, антиоксидантів і ліпідів на мембрани, функціональну та фенотипну орієнтацію імунокомпетентних клітин при соматичних захворюваннях, дії радіаційних і токсичних чинників. Галина Афоніна є автором концепції структурної імунокорекції, в якій дала обґрунтування необхідності нормалізації стану ліпідів мембран імунокомпетентних клітин і доцільність поетапного використання ліпідних модуляторів, антиоксидантів та імуноактивних препаратів; сформулювала гіпотезу про антиоксидантну стійкість лімфоцитів; запропонувала використовувати імуномодулятори та антиоксиданти.

## Основні праці
- Імуноактивна терапія // Медицина дитинства. К., 1998 (співавтор);
- Изучение антиоксидантной устойчивости иммунокомпетентных клеток // КЛД. 1998. № 6 (співавтор);
- Изменение липидного комплекса мембран и функция лимфоцитов у больных бронхиальной астмой // ІА. 1998. № 4 (співавтор);
- Роль свободнорадикальных процессов в ишемическом патогенезе повреждений миокарда // УКЖ. 1999. Вып. 2, № 2 (співавтор);
- К прогнозу индивидуальной радиочувствительности // Доп. НАНУ. 1999. № 3 (співавтор).